# Genska familija
Genska familija je grupa gena, koja je formirana duplikacijom jednog originalnog gena. Oni generalno imaju slične biohemijske funkcije. Primer takve familije su ljudski geni hemoglobinskih podjedinica. Ovi geni se nalaze na različitim hromozomima i formiraju dva klastera α-globin i β-globin loci.
Geni se grupišu u familije na osnovu zajedničkih nukleotidnih ili proteinskih sekvence. Filogenetičke tehnike se mogu koristiti za rigoroznije testove. Pozicije eksona unutar kodirajućih sekvenci se mogu koristiti za donošenje zaključaka o zajedničkim precima. Poznavanje sekvence proteina kodiranog genom omogućava primenu metoda za nalaženje sličnosti između proteinskih sekvenci, što je efikasnije od pretrage DNK sekvenci. 
Ako članovi genske familije kodiraju proteine, često se koristi termin proteinska familija.
Ekspanzija ili kontrakcija genskih familija duž određene loze može biti posledica slučajnosti, ili rezultat prirodne selekcije. U praksi je često teško razlikovati između ova dva slučaja. Primena kombinacije statističkih modela i algoritamskih tehnika pomaže u detektovanju genskih familija koje su rezultat prirodne selekcije.